# けいとのようせいニットとウール
『けいとのようせいニットとウール』は、NHK教育テレビジョンのプチプチ・アニメの枠で放送されている、5分間の日本のストップモーション・アニメーション。

## スタッフ
- アニメーション - やたみほ
- 音楽 - 柳下美恵
- 録音 - 臼井勝
- 声の出演 - 劇団どろんこ座（篠塚浩、日南田淳子）

### 制作協力
五十音順に表記。
第1話
- いがきけいこ（キャラクター造形）
- 大橋弘典（演出、撮影、編集）
- 川村徹雄（人形関節）
- 木佐昌文（保育）
- 澤田裕太郎（アニメーション）
- 竹内渚（セット造形）
- 坪井健（美術、デザイン）
- ミヤケアツコ（アニメーション）
- 山口幸代（美術、デザイン）
- Shino（ニット制作）

第2話
- いがきけいこ（造形、デザイン）
- 石川幸弘（編集）
- 宇賀神光佑（撮影）
- 内堀定通（照明）
- 川村徹雄（人形関節）
- Shino（小道具）
- 立川真也（振付、アルパカの声）
- 坪井健（デザイン）
- 中村匠吾（撮影）
- 奈加靖子（振付、たまごの声）
- ミヤケアツコ（アニメーション）
- 山口幸代（美術、デザイン）

第4話
- いがきけいこ（造形・デザイン）
- 石川幸弘（編集）
- 宇賀神光佑（撮影）
- 菊地雅美（毛糸提供）
- 高良久美子（パーカッション）
- 内堀定通（照明）
- 川村徹雄（人形関節）
- 戸張茉衣子 （撮影）
- ミヤケアツコ（アニメーション）
- 安田陽太（撮影）
- 山口幸代（美術・デザイン）
- ヨダタケシ（テルミン）

## 各話リスト
| 話数 | サブタイトル                   | 初回放送日     |
| ---- | ------------------------------ | -------------- |
| 1    | ニットとウール                 | 2015年8月24日  |
| 2    | たまごちゃんとサーカス         | 2016年11月9日  |
| 3    | いちごちゃんとケーキやさん     | 2017年11月22日 |
| 4    | イルカちゃんと水族館           | 2018年11月15日 |
| 5    | ねずみちゃんとドレミファソ     | 2019年11月18日 |
| 6    | りすちゃんとぼうしのたび       | 2020年11月19日 |
| 7    | とりちゃんとでんしゃでおでかけ | 2022年11月11日 |
| 8    | きょうりゅうちゃんとドライブ   | 2023年10月19日 |